# Trioza rapisardai
Trioza rapisardai är en insektsart som beskrevs av Cesare Conci och Tamanini 1984. Trioza rapisardai ingår i släktet Trioza och familjen spetsbladloppor. Inga underarter finns listade i Catalogue of Life.